# Völlinghausen (Möhnesee)
Völlinghausen ist ein Ortsteil der Gemeinde Möhnesee im Kreis Soest, Nordrhein-Westfalen.
Der Ort liegt an der Kreisstraße 8 am Anfang des Möhnesees. Die Möhne fließt hier durch das Naturschutzgebiet Erlenbruch. Er ist 5,8 km östlich und 0,4 km südlich vom Zentralort Körbecke entfernt.

## Geschichte
Am nördlichen Ortsrand steht das Rittergut Völlinghausen. Es gehörte zur Landgemeinde Völlinghausen im Amt Körbecke. Johann von Aldenbreckerfeld, Herr zu Völlinghausen, wurde 1422 urkundlich erwähnt. Dessen Enkel Heinrich verkaufte 1517 mit Konsens seines Lehnsherren, Hermann von Rump zur Wenne, das Gut an Gerhard von Wallrawe in Soest. Sein Nachfahre, Dietrich von Wallrawe, Herr zu Völlinghausen, starb 1650 in Dortmund. Von den Wallrawen ging das Gut an die Familie Affelmann und von denen an die Familie Schade. Nachdem die Schades ausgestorben waren, verkauften die Intestaterben von Wrede und von Berswordt das Anwesen an Florens von Krane zu Brockhusen, der es dann an Johann Gottfried von Dolphus (* 1644; † 1706) cedirte. Dessen Nachkommenschaft ist die Familie von Bockum-Dolffs (eig.: von Bockum gen. Dolffs).

## Heutige Situation
Die Heidberg-Grundschule mit etwa 90 Schülern wird von Schülern aus den Ortsteilen Brüllingsen, Ellingsen und Wamel besucht.
Oberhalb des Möhnesees wurde in den 1960er Jahren ein Wildpark angelegt, der zum größten Teil aus einem großen Wildgehege besteht. Das Gehege ist mit Rot- und Sikawild sowie Damhirschen besetzt. In Volieren und Käfigen am Eingang des Parks leben Wachteln, Singvögel, Fasanen und diverses Ziergeflügel. Ein Teich wird von verschiedenen Entenarten bevölkert.
Eine nach dem Belebtschlammverfahren arbeitende Kläranlage des Ruhrverbandes steht am Ortsrand.
Am 1. Juli 1969 wurde Völlinghausen in die Gemeinde Möhnesee eingegliedert.